# يانا توبوسو
يانا توبوسو (باليابانية: 枢やな، من مواليد 24 يناير 1984) هي مانغاكا يابانية. وُلدت في مدينة وارابي بمحافظة سايتاما، وتقيم حالياً في يوكوهاما، اليابان.
تُعرف بتأليفها سلسلة المانغا الشهيرة الخادم الأسود التي بدأت تسلسلها في مجلة Monthly GFantasy التابعة لسكوير إنكس منذ عام 2006.
يُعتقد أن توبوسو تتحدث الإنجليزية والفرنسية بدرجة محدودة، استنادًا إلى بعض تغريداتها المنشورة بهاتين اللغتين.

## أعمالها
Rust Blaster هي مانغا من ستة فصول نُشرت عام 2006 من قبل سكوير إنكس في مجلد واحد. تدور أحداث القصة حول فتى بشري ومصاص دماء يدرسان معًا في أكاديمية "ميلينيوم"، وهي مدرسة مختلطة تستقبل البشر ومصاصي الدماء. تحرص الإدارة على حماية البشر، ويُعاقب أي اعتداء عليهم. "آل"، وهو مصاص دماء وابن مدير المدرسة، يُطلب منه من قبل والده حماية فتى بشري يدّعي معرفته بموعد نهاية العالم. بعدها تظهر قمرين في السماء، في دلالة على اقتراب النهاية. يتعين على الثنائي، إلى جانب عدد من الحلفاء، التعاون لإنقاذ عالمهم المشترك.
الخادم الأسود (باليابانية: 黒執事، كُورُوشِيتسُوجِي) هي سلسلة مانغا بدأ نشرها في مجلة Monthly GFantasy التابعة لسكوير إنكس عام 2006. تتبع القصة الخادم الشيطاني سيباستيان ميكايليس، المكلّف بخدمة سيل فانتومهايف، رئيس عائلة فانتومهايف النبيلة البالغ من العمر ثلاثة عشر عامًا، بعد إبرام عقد يُلزمه بمساعدته على الانتقام ممن أهانوه وتسببوا بمقتل والديه وحرق منزله. حصلت السلسلة على أول أنمي تلفزيوني عُرض بين أكتوبر 2008 وسبتمبر 2010. ثم عادت السلسلة بموسم ثالث عام 2011، وموسم رابع في 2024، بينما أُعلن عن موسم خامس في عام 2025.
Disney: Twisted-Wonderland هي لعبة هواتف ذكية صدرت عام 2020 من تطوير "أنيبليكس" بالتعاون مع فرع شركة "والت ديزني" في اليابان. تتمحور اللعبة حول شخصيات مستوحاة من أشرار أفلام ديزني، وتُصنّف على أنها "لعبة مغامرات في أكاديمية الأشرار" تحتوي على عناصر ألعاب الإيقاع والمعارك. المفهوم الأساسي والسيناريو وتصميم الشخصيات من إبداع يانا توبوسو، وهي أيضًا قائدة الفريق الإبداعي المسؤول عن القصة الرئيسية، بالإضافة إلى تصميم معظم الرسومات الحالية في اللعبة.

## وصلات خارجية
- يانا توبوسو على موقع IMDb (الإنجليزية)
- يانا توبوسو على موقع كينوبويسك (الروسية)
- يانا توبوسو على موقع ANN person (الإنجليزية)